# سسک خوش‌آهنگ
سسک خوش‌آهنگ (نام علمی: Hippolais polyglotta)، یک سسک جهان قدیم از سردهٔ سسک‌های درختی Hippolais است. در جنوب غربی اروپا و شمال غرب آفریقا تولیدمثل می‌کند. مهاجر است و در جنوب صحرای آفریقا زمستان‌گذرانی می‌کند. این پرنده کوچک گنجشک‌سان گونه‌ای است که در جنگل‌های باز با بوته‌ها یافت می‌شود. سه تا پنج تخم در یک لانه در یک درخت یا یک بوته گذاشته می‌شود. این پرنده در بسیاری از بخش‌های گستره وسیع خود یک پرنده رایج است و اتحادیه بین‌المللی حفاظت از طبیعت وضعیت حفاظتی آن را به عنوان " کمترین نگرانی " ارزیابی کرده است.

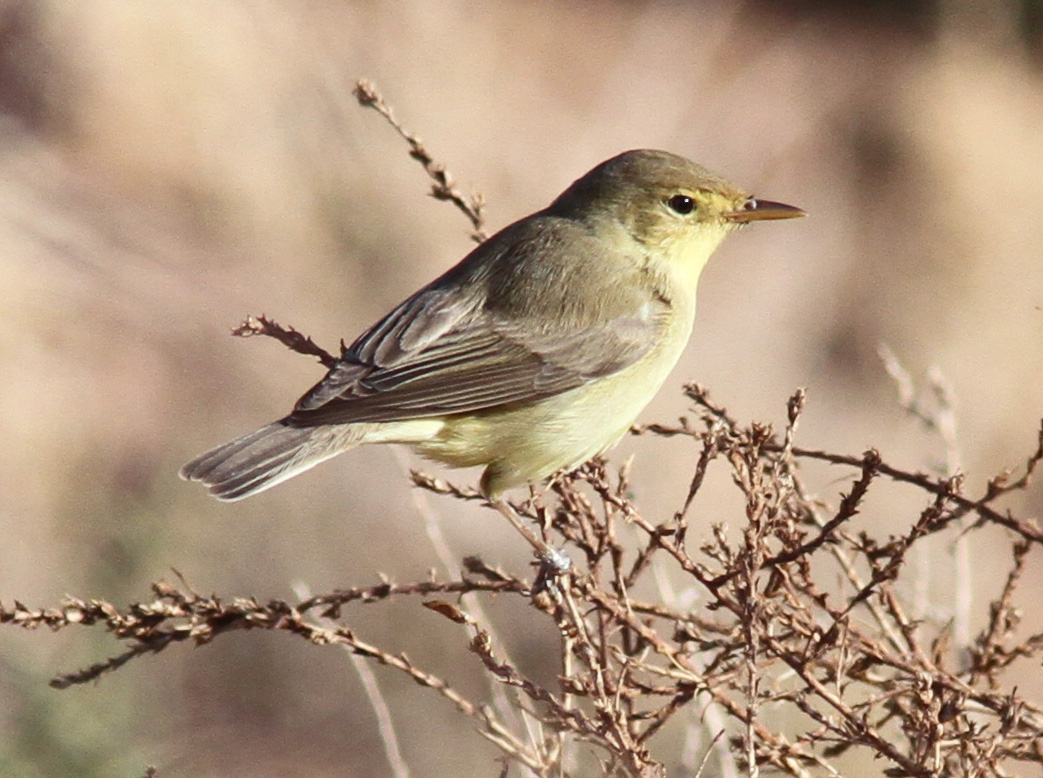
سسک خوش‌آهنگ در نزدیکی کوارزازاته، مراکش